# Zdzisław Ludkiewicz
Zdzisław Ludkiewicz

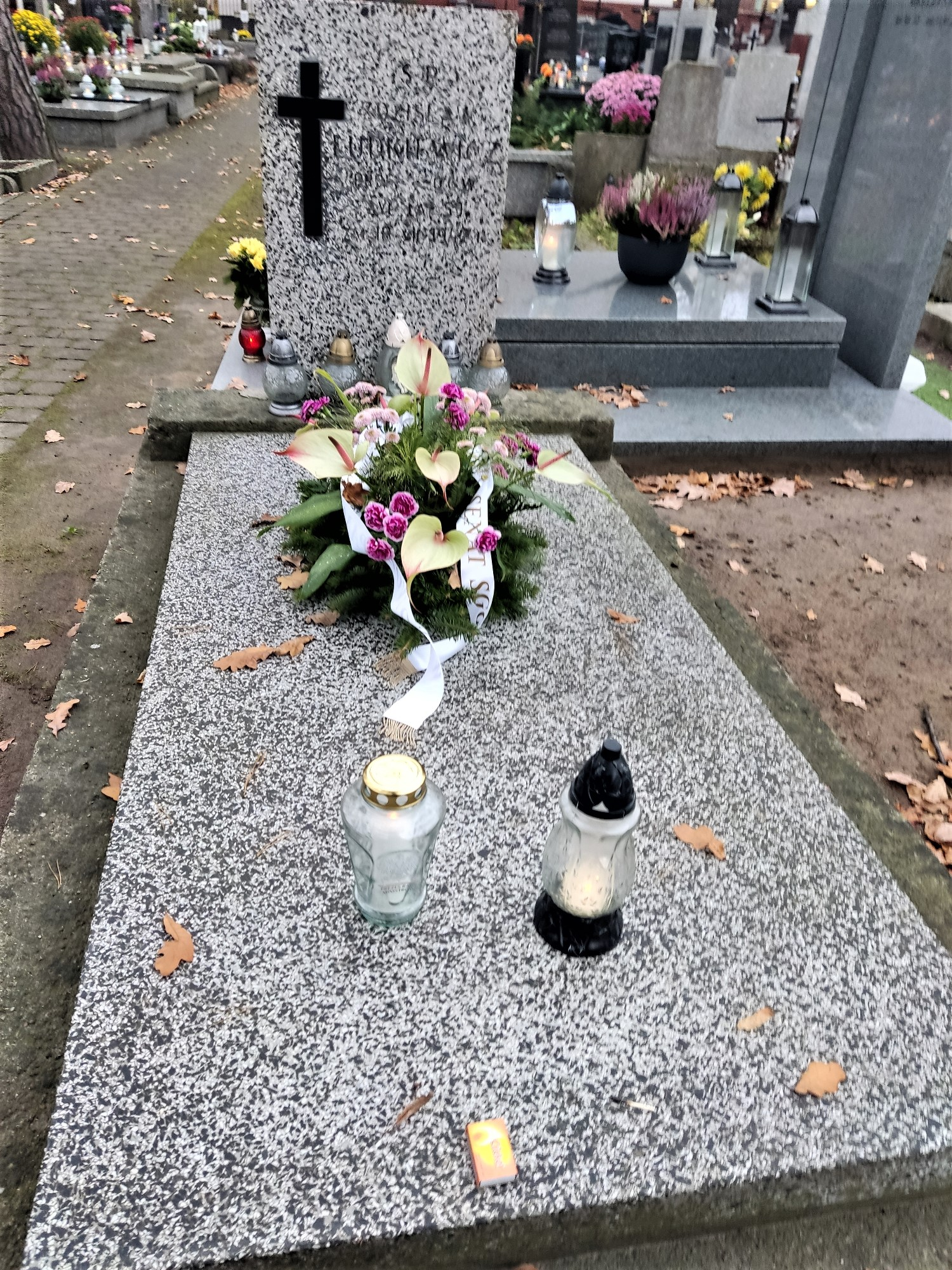
Grób Zdzisława Ludkiewicza

Zdzisław Antoni Ludkiewicz (ur. 17 stycznia 1883 w Poniewieżu w guberni kowieńskiej,  zm. 18 lipca 1942 w Zalesiu) – polski ekonomista rolny, rektor Szkoły Głównej Gospodarstwa Wiejskiego (SGGW), minister reform rolnych w II RP.

## Życiorys

### Młodość
Urodził się w rodzinie ziemiańskiej. Był synem Feliksa, właściciela ziemskiego, powstańca styczniowego i Antoniny z domu Bukowskiej. W 1901 r. ukończył gimnazjum w Lipawie. Rok później odbył praktykę rolniczą na Pokuciu. Następnie przez dwa semestry studiował na Wydziale Chemii Politechniki Ryskiej i Akademię Rolniczą w Dublanach, uzyskując dyplom w 1910. W latach 1911 – 1912 studiował na Uniwersytecie w Lipsku ekonomię polityczną i ekonomikę rolnictwa.
W 1908 r. rozpoczął pracę jako inspektor kółek rolniczych. Był sekretarzem Wileńskiego Towarzystwa Rolniczego oraz redaktorem wydawanego w Wilnie Tygodnika Rolniczego.

### Wielka Wojna
Po wybuchu I wojny światowej, w 1915 r. zorganizował Towarzystwo Rolników Poszkodowanych Wskutek Działań Wojennych w Mińsku. Jesienią 1915 przedostał się przez front z Mińska do Warszawy, gdzie od 1 kwietnia 1916 do 1 września 1917 był asystentem w Wyższej Szkole Rolniczej, gdzie m.in. zajmował się opracowaniem koncepcji organizacji przyszłych władz rolnych odrodzonej Polski. Był organizatorem i pierwszym dyrektorem Związku Rewizyjnego Polskich Spółdzielni Rolniczych i Kasy Centralnej Stowarzyszeń Pożyczkowych w Warszawie. Pracował także w Radzie Windykacji Strat Wojennych Tymczasowej Rady Stanu. Jesienią 1917 r. został mianowany na dyrektora Wydziału Reform Agrarnych Tymczasowej Rady Stanu. Odpowiedzialny był za przygotowanie organizacji przyszłych urzędów ziemskich. Ludkiewicz założył warszawską Szkołę Mierniczą, oraz zainicjował powstanie Państwowego Banku Rolnego. Ponadto zajmował się sprawami komasacji gruntów. W swoich publikacjach przekonywał, że scalanie gruntów na koszt państwa połączone z przenoszeniem budynków gospodarskich, w wyniku czego powstałyby gospodarstwa farmerskie, doprowadziłoby do czerpania korzyści wynikających z akcji komasacyjnej.

### II Rzeczpospolita
W odrodzonej Polsce, w grudniu 1918 r. został profesorem Szkoły Głównej Gospodarstwa Wiejskiego (SGGW), a w latach 1925 – 1926 był rektorem uczelni. Równocześnie od 1922 był docentem Politechniki Warszawskiej, gdzie wykładał politykę agrarną.
19 grudnia 1923 r. został ministrem reform rolnych w rządzie Władysława Grabskiego. Ludkiewicza uważano za człowieka, popieranego przez Polskie Stronnictwo Ludowe "Piast". Po objęciu urzędu, przystąpił do pracy nad wcieleniem ustawy o scalaniu gruntów, którą przygotował jego poprzednik Stanisław Osiecki. Ponadto Ludkiewicz przeorganizował uprawnienia PBR, aby bank popierał i wykonywał prace przeorganizujące strukturę agrarną. Nowy statut ogłoszono 14 czerwca 1924 r.
W tym samym czasie przygotował i wniósł pod obrady sejmu własny projekt reformy rolnej, jako nowelizacja poprzedniego projektu z 23 sierpnia 1923 r. Nowa wersja zakładała zmiany w sposobie tworzenia zapasu ziemi, zawarto kwestie odszkodowań i pomocy kredytowej dla parcelantów, zmniejszono normy władania ziemią: na wschodzie kraju z 400 ha na 250 ha, a na pozostałym terytorium kraju do 180 ha. Dalsze założenia pozostawiły roczny, dwutysięczny kontyngent parcelacyjny, a nowo powstające gospodarstwa miały być mniejsze i obejmować 25 ha na wschodzie i zachodzie oraz 15 ha na południu i w centrum kraju. Projekt reformy nie uzyskał akceptacji sejmowej Komisji Reform Rolnych oraz został skrytykowany przed środowisko chłopskie. Doprowadziło to do dymisji Ludkiewicza.
Po zakończeniu działalności w rządzie, w roku akademickim 1924/1925 pełnił funkcję rektora Szkoły Głównej Gospodarstwa Wiejskiego.
W 1936 zorganizował Ligę Odrodzenia Gospodarczego Polski i został jej honorowym prezesem.

### Okupacja niemiecka
Po wybuchu II wojny światowej współpracował z ówczesnym rektorem SGGW Janem Miklaszewskim w organizowaniu tajnego nauczania. Ale z powodów zdrowotnych – latem 1940 – zrezygnował z tej działalności.
Zmarł 18 lipca 1942 roku. Spoczął na Cmentarzu parafialnym w Piasecznie (kwatera 6, rząd 1, miejsce 33).

## Życie prywatne
Jego żoną była z Ksawera Bochwic, prawnuczka Floriana Bochwica, z którą miał dwoje dzieci: Jerzego (ur. 1921) i Ewę (ur. 1923). Jego braćmi byli Seweryn Ludkiewicz oraz Adam Ludkiewicz.
W 1948 r. jego dzieci zostały aresztowane przez UB i skazane w związku ze sprawą pilota Władysława Śliwińskiego, który był ich znajomym. Ewa Ludkiewicz swoje wspomnienia z tego okresu wydała pod tytułem "Siedem lat w więzieniu".

## Ordery i odznaczenia
- Krzyż Komandorski Orderu Odrodzenia Polski (30 kwietnia 1927)[7]

## Publikacje
- Podręcznik polityki agrarnej (1932)[2]
- Warunki emigracji rolnej do Francji (1929)
- Zagadnienie programu agrarnego a emigracja (1929)
- Osady holenderskie na nizinie Sartowicko-Nowskiej (1934 r.)